# Козяр Валентина Олексіївна
Валентина Олексіївна Козяр (нар. 27.02.1962)— художниця-живописиця. Живе і працює в місті Вінниця. Роботи експонувалися в Києві, Одесі, Хмельницькому, Вінниці, Чернівцях, Таллінні, Дубаї, Нью-Йорку, Лондоні, Берліні , Магдебурзі, Санкт-Петербурзі, Москві.

## Біографія
В 1979 р. закінчила школу і вступила до Одеського державного педагогічного інстиуту імені К. Д. Ушинського, який закінчила у 1984 році, отримавши таким чином повну вищу освіту.

## Творча діяльність

### Художник
Виставкову діяльність Валентина Олексіївна почала у 1990 році. Одні із найвідоміших творів художниці є «Срібний передзвін» (2010), «Дівчинка з синім птахом» (2013), «Натхнення» (2013), «Антракт» (2010), «Незримий зв'язок» (2010), «Сарматка» (2011), «Мелодія однієї ноти» (2011), «Місто N» (2011).
Нещодавні виставки художника
2000 — Виставка в Нью-Йорку, Український інститут Америки
2002 — Аукціон «Сучасне Українське мистецтво», Київ
2003 — Персональна виставка галерея «Моро», Київ
2003 — Всеукраїнська виставка «Жінки — художники України», Київ
2003 — Виставка українських художників, Лондон, Англія
2005 — Виставка «Арт-галера». Вінниця Україна
2005 — Всеукраїнська виставка присвячена «Дню художника», Київ Україна
2006 — Персональна виставка. Галерея «НЕФ». Київ Україна
2007 — Виставка «Благословення». Берлін Німеччина
2008 — Виставка. Продюсерський центр Бойко. Магдебург, Німеччина
2008 — Персональна виставка Галерея «N-Prospect» С-Петербург, Росія
2009 — Проект «Сім з СЕМС тисяч» галерея New-gallery Київ
2009 — Проект «Присвята Пірасмані» галерея New-gallery Київ
2009 — Проект «До берегів Доброї Надежді» заповідник Софія Київська Київ
2010 — аукціон «Авангард», аукціонний дім «Goldens», Київ
2011 — проєкт «Місто-N» галерея Совіарт Київ
2011 — Арт-фестиваль «Територія душі» музей сучасного мистецтва Чернігів
2011 — Всеукраїнська тріенале «Прічістая» Чернівці
2011 — Всеукраїнська Різдвяна виставка Київ
2012 — Всеукраїнська виставка «Від Трипілля до сьогодення» Київ
2012 — Проект «Розмова з часом» НСХУ Будинок художника Київ
2012 — Проект «Нерозкриті таємниці» New-gallery Київ
2012 — Виставка «Сучасна исскуство України» Таллінн
2012 — Виставка в парламенті Естонської республіки
2012 — Персональна виставка, галерея «Інтер-Шик», Вінниця
2012 — Виставка «Сучасне мистецтво України», Таллінн
2012 — Виставка в парламенті Естонської республіки
2012 — Персональна виставка, галерея «Інтер-Шик», Вінниця
2012 — Виставка-проект «Розмова з часом», Дубай Об'єднані Арабські Емірати,
2012 — Всеукраїнська трієнале «фолькмодерн», Чернівці
2012 — Всеукраїнська виставка, присвячена Дню художника. Київ Україна
2012 — Міжнародна виставка «Art-week», Київ
2012 — Всеукраїнська Різдвяна виставка, Київ
2012 — Міжнародна виставка «Art-week», Москва
2013 — Всеукраїнська анімалістичні виставка, Київ
2013 — Всеукраїнська виставка Жіночого портрета Київ
2013 — Виставка сучасного мистецтва Абу-Дабі ОАЕ
2013 — Всеукраїнська триєнале живопису, Київ
Роботи знаходяться в приватних колекціях України та за кордоном.

### Педагог
Здобувши вищу освіту, в 1984 році розпочала педагогічну діяльність в дитячій художній школі міста Коростень, Житомирська область.
З 1986 по 1989 рок викладач у Вищому професійному художньому училищі № 5 м. Чернівці
Згодом почала займатися творчою діяльністю.